# Цетуля (Підкарпатське воєводство)
Цетуля (пол. Cetula) — село в Польщі, у гміні В'язівниця Ярославського повіту Підкарпатського воєводства.
Населення — 557 осіб (2011).

## Історія
У 1939 році в селі проживало 1460 мешканців (1170 українців-грекокатоликів, 130 українців-римокатоликів, 100 поляків, 40 польських колоністів міжвоєнного періоду і 20 євреїв).
У середині вересня 1939 року німці окупували село, однак уже 26 вересня 1939 року мусіли відступити, оскільки за пактом Ріббентропа-Молотова правобережжя Сяну належало до радянської зони впливу. 27 листопада 1939 року постановою Верховної Ради УРСР село Цетула включене до Любачівського повіту. 17 січня 1940 року територія увійшла до новоутвореного Синявського району Львівської області. У червні 1941, з початком Радянсько-німецької війни, територія знову була окупована німцями. В липні 1944 року радянські війська оволоділи цією територією.
У жовтні 1944 року західні райони Львівської області віддані Польщі.
В 1944-46 роках 116 сімей (484 особи) української громади були виселені до населених пунктів Тернопільської та Львівської областей УРСР.
У 1975—1998 роках село належало до Перемишльського воєводства.

## Демографія
Демографічна структура станом на 31 березня 2011 року:
|          | Загалом | Допрацездатний вік | Працездатний вік | Постпрацездатний вік |
| -------- | ------- | ------------------ | ---------------- | -------------------- |
| Чоловіки | 292     | 78                 | 190              | 24                   |
| Жінки    | 265     | 60                 | 154              | 51                   |
| Разом    | 557     | 138                | 344              | 75                   |

## Пам'ятки
На цвинтарі серед давніх українських могил є кілька повстанських могил.

## Мешканці
В селі народився Максисько Теофіл Степанович (1932—1987) — український радянський живописець і педагог.